# Dejan Savić
Pour les articles homonymes, voir Savić.
Dejan Savić (en serbe : Дејан Савић) est un poloïste international serbe devenu entraîneur, né le 24 avril 1975 à Belgrade (Serbie).

## Carrière
- 2003-2007 :  VK Vojvodina
- 2007-2010 :  VK Partizan
- 2010-2011 :  Ferencvárosi TC
- 2011-2014 :  Debreceni CPV
- 2014- :  Egri VK

## Palmarès

### Palmarès de joueur

#### En club
| - VK Partizan - LEN Euro Cup : - Vainqueur : 1998. - Coupe LEN des vainqueurs de coupe : - Vainqueur : 1991. - Supercoupe d'Europe : - Vainqueur : 1991. - Championnat de Serbie-et-Monténégro : - Vainqueur : 1995. - Coupe de Serbie-et-Monténégro : - Vainqueur : 1990, 1991, 1992, 1993, 1994 et 1995. - CN Barcelona - Coupe d'Espagne : - Vainqueur : 1999. - CN Atlètic-Barceloneta - Championnat d'Espagne : - Vainqueur : 2001. - Coupe d'Espagne : - Vainqueur : 2001. - Supercoupe d'Espagne : - Vainqueur : 2001. |  | - RN Florentia - Coupe LEN des vainqueurs de coupe : - Vainqueur : 2001. - Pro Recco - Supercoupe d'Europe : - Vainqueur : 2004. - Sintez Kazan - LEN Euro Cup : - Vainqueur : 2007. - Championnat de Russie : - Vainqueur : 2007. - Coupe de Russie : - Vainqueur : 2005 et 2010. |

#### En sélection
| - Serbie-et-Monténégro - Jeux olympiques : - Médaille d'argent : 2004. - Médaille de bronze : 2000. - Championnat du monde - Vainqueur : 2005. - Finaliste : 2001. - Troisième : 1998 et 2003. - Coupe du monde : - Vainqueur : 2006 - Troisième : 2002 - Ligue mondiale : - Vainqueur : 2005 et 2006. - Finaliste : 2004. - Championnat d'Europe : - Vainqueur : 2001 et 2003. - Finaliste : 1997. - Jeux méditerranéens : - Finaliste : 1997. |  | - Serbie - Jeux olympiques : - Médaille de bronze : 2008. - Ligue mondiale : - Vainqueur : 2007 et 2008. - Championnat d'Europe : - Vainqueur : 2006. - Finaliste : 2008. |

### Palmarès d'entraîneur

#### En sélection
- Serbie
  - Jeux olympiques :
    - Médaille d'or : 2016.
    - Médaille d'or : 2021.

  - Championnat du monde
    - Vainqueur : 2015.

  - Ligue mondiale :
    - Vainqueur : 2013, 2014, 2015 et 2016.

  - Championnat d'Europe :
    - Vainqueur : 2014 et 2016.